# Centraalstadion (Krasnojarsk)
Het Centraalstadion is een multifunctioneel stadion in Krasnojarsk, een stad in Rusland. 
Het stadion wordt vooral gebruikt voor voetbalwedstrijden, de voetbalclub Jenisej Krasnojarsk maakt gebruik van dit stadion. In het stadion is plaats voor 32.500 toeschouwers. Het stadion werd geopend in 1967.